# سیارک ۱۳۰۹۷
سیارک ۱۳۰۹۷ (به انگلیسی: 13097 Lamoraal، نامگذاری:1993BU7) سیزده هزار و نود و هفتمین سیارک کشف شده‌است که در ۲۳ ژانویه ۱۹۹۳ کشف شد.
قدر مطلق سیارک برابر ۱۴.۱ است.